# Absorpce záření
Absorpce (z latinského absorbere, česky pohltivost = absorptivita) záření (světla, zvuku, aj.) je v širším smyslu pohlcení a zeslabení záření při jeho šíření určitým prostředím vyvolané například rozptylem záření. Odborněji je to fyzikální proces, při kterém je energie fotonu pohlcena látkou, například atomem, jehož valenční elektrony přecházejí mezi dvěma úrovněmi energie.

Pohlcená energie může být opět vyzářena, nebo může být přeměněna na kinetickou energii částic (tepelnou energii) a po zachycení uvolněného elektronu jiným atomem se energie přemění na záření, obyčejně jiné vlnové délky (tzv. emise záření). Míru absorpce vyjadřuje absorpční koeficient.
Volné atomy v plynném stavu jsou podle Kirchhoffova zákona schopné absorbovat záření stejných vlnových délek, které samy vyzařují. Výsledkem absorpce jsou například Fraunhoferovy čáry ve slunečním spektru, které vznikají absorpcí záření určitých vlnových délek ze spojitého záření Slunce volnými atomy v chladnějším plynovém obalu Slunce.
Absorpce záření závisí na:
- materiálu (kov, plast apod.)
- chemickém složení a struktuře materiálu
- stavu materiálu a jeho povrchu (teplota, drsnost, stupeň oxidace, stupeň zašpinění)
- vlnové délce
- směru dopadajícího záření
- polarizaci záření

## Lambertův zákon
Při pohlcení světelné energie může dojít k její přeměně na kinetickou energii neuspořádaného pohybu částic absorbující látky, tedy na teplo. Pohlcená energie se však může přeměnit zpět ve světelnou energii, což se označuje jako luminiscence.
Experimentálně bylo zjištěno, že při průchodu světla o intenzitě {\displaystyle I} vrstvou látky o tloušťce {\displaystyle \mathrm {d} \delta } dojde k zeslabení této intenzity o hodnotu {\displaystyle \mathrm {d} I}, která je úměrná původní intenzitě světla a síle vrstvy, tzn.
{\displaystyle \mathrm {d} I=-\beta I\mathrm {d} \delta }
Integrací tohoto vztahu dostaneme tzv. Lambertův zákon (Lambertův–Beerův zákon)
{\displaystyle I=I_{0}\mathrm {e} ^{-\beta \delta }},
kde {\displaystyle I} je intenzita světla po průchodu prostředím o tloušťce {\displaystyle \delta }, přičemž {\displaystyle I_{0}} představuje intenzitu prošlého světla pro {\displaystyle \delta =0}, tj. při nulové tloušťce vrstvy. Konstanta {\displaystyle \beta } je absorpční koeficient. Konstanta {\displaystyle \tau =\mathrm {e} ^{-\beta \delta }} bývá označována jako propustnost.

## Druhy absorpce

### Selektivní absorpce
Zvláštním (a důležitým) případem absorpce je tzv. selektivní (výběrová) absorpce. Při selektivní absorpci dochází k pohlcování pouze určité části spektra. Mohou být pohlcovány pouze určité části spektra, širší pásy, nebo celé obory spektra. Selektivní absorpce se projevuje různě při rozličných vlnových délkách, např. při mezihvězdné absorpci.
Většina látek absorbuje světlo selektivně. Spektrum světla je tedy po absorpci ochuzeno o některé vlnové délky nebo celé části původního spektra. Ve výsledném spektru se tedy vyskytují pouze určité vlnové délky (tzn. určité barvy). V důsledku absorpce se nám předměty jeví jako barevné. Například předmět pohlcující modré, zelené a žluté světlo se bude jevit jako červený, pokud bude vystaven bílému světlu.

### Neutrální absorpce
Neutrální absorpce se projevuje stejnou mírou při všech vlnových délkách v daném rozsahu spektra.

### Spojitá a čárová absorpce
Jestliže je záření pohlcované jen v určitých spektrálních čárách, jde o čárovou absorpci; jestliže je pohlcované ve všech vlnových délkách, jde o spojitou absorpci. Čárová absorpce, kterou zapříčiňují atomy mezihvězdného plynu, je mezihvězdná absorpce.

## Výpočet
Pohltivost je možné vypočítat podle Kirchhoffova zákona tepelného vyzařování:
A = 1 − R − T, kde R je odrazivost, T je propustnost.

## Vlastnosti
- Absorpcí světla se zeslabuje intenzita původního záření.
- Absorpce světla ovlivňuje disperzi a je příčinou vzniku tzv. anomální disperze

## Stanovení absorpce záření
Pro stanovení absorpce záření je možné použít několik metod. Každá metoda umožňuje stanovit jinou veličinu absorpce:
- nepřímá radiometrická metoda: výpočet pohltivosti z měřené odrazivosti a propustnosti vzorku podle Kirchhoffova zákona tepelného vyzařování (spektrální normálová/úhlová pohltivost)
- kalorimetrická metoda 1: měřeno zvýšení teploty vzorku za určitý čas pohlcování světelného (např. laserového) paprsku o známém výkonu při známé tepelné kapacitě vzorku a jeho izolace od okolí (spektrální normálová/úhlová pohltivost)

- kalorimetrická metoda 2: měřeno množství tepla, které je odebíráno chlazením při umístění vzorku do vakuové komory se stěnami na vyšší teplotě než vzorek (integrovaná hemisférická pohltivost)